# Jean de Montereul
Ne doit pas être confondu avec Jean de Monstereul.
Jean de Montereul (v. 1614 à Paris - 27 avril 1651 à Paris) est un homme d'Église et diplomate français.

## Biographie
Fils d'un avocat au parlement de Paris, il se destine au barreau, mais au cours d'un voyage en Italie en compagnie de Pomponne de Bellièvre, un neveu du pape Urbain VIII le fait nommer chanoine de Toul. Il est secrétaire du prince de Conti, puis secrétaire d’ambassade à Rome, à Londres et en Écosse. Il est de nouveau envoyé à Rome en 1648, puis, de retour à Paris, il est élu membre de l'Académie française en 1649. Resté fidèle au prince de Conti et au duc de Longueville, il entretient avec eux une correspondance secrète pendant leur incarcération en 1650, mais il meurt de phtisie, à l'âge de 36 ou 37 ans, peu après leur libération.
Outre quelques pièces de vers et de prose qui n'ont pas été imprimées, il a laissé une abondante correspondance publiée à Édimbourg à la fin du XIXe siècle. Il était, dit Paul Pellisson, « très-propre à la négociation, d'un esprit souple et adroit, fort concerté, & qui ne faisoit presque jamais rien sans dessein. Ce fut lui qui donna l'avis que l'Électeur Palatin devoit passer incognito en France, pour aller commander les troupes du Duc de Weimar, & se saisir de Brissac ; ce qui fut cause qu'on y pourvut, & que l'Électeur fut arrêté en son passage. »

## Publications
- The Diplomatic correspondence of Jean de Montereul and the brothers de Bellièvre, French ambassadors in England and Scotland (1645-48), edited, with an English translation, introduction and notes, by J. G. Fotheringham, 2 volumes, Édimbourg, 1898-1899